# Elección presidencial de Israel de 2007
La elección presidencial de Israel de 2014 fue llevada a cabo de forma indirecta el 13 de junio de 2007. Los 120 miembros de la Knesset votaron por mayoría absoluta del total de los miembros al nuevo presidente de Israel por un mandato único (sin posibilidad de reelección) de 7 años.
La Knesset eligió a Shimon Peres, ex primer ministro y miembro del partido Kadima. Sus oponentes eran Reuven Rivlin, ex presidente de la Knesset, del Likud, y Colette Avital, de HaAvodá. Después de que la primera ronda de votación puso a Peres a la cabeza, pero apenas por debajo de la mayoría absoluta requerida para la elección, Rivlin y Avital se retiraron y Peres fue elegido fácilmente en la segunda ronda.
El presidente de Israel tiene fundamentalmente tareas formales y protocolares. Ostenta el título de Jefe del Sanedrín, el ente judicial y legislativo supremo del pueblo judío en la Tierra de Israel. Es el jefe de Estado del país, representa la unidad del país, del Estado y del pueblo por arriba de las diferencias partidarias. Por esto, en general las personas que han sido elegidas tuvieron gran recorrido en la política del país o del pueblo de Israel.

## Resultado
|  | 52.73 % |

|  | 78.90 % |

|  | 28.18 % |

|  | 19.09 % |

|  | 19.10 % |

|  | 91.66 % |

|  | 90.83 % |